# X (društvena mreža)
X ili Twitter (/ twɪtər /) je internetska društvena mreža za mikro-blogging, namijenjena za slanje (i čitanje) kratkih poruka i novosti koje su prema imenu mreže nazvane tweetovima. SMS-poruke na mobilnim telefonima ograničene su na 280 znakova, a tweetovi („cvrkuti”) su zasnovani na tekstu poruka od najviše 280 znakova. Vlasnik je tvrtka Twitter, Inc. sa sjedištem u San Franciscu.
Poruke su izvorno bili ograničene na 140 znakova, no 7. studenoga 2017. granica je udvostručena do 280 znakova za sve jezike osim japanskog, korejskog i kineskog. Registrirani korisnici mogu postavljati tweetove, ali oni koji su neregistrirani mogu ih samo pročitati. Korisnici pristupaju Twitteru putem mrežnog sučelja, SMS-a ili aplikacije za mobilne uređaje. 
Twitter je u ožujku 2006. godine stvorio Jack Dorsey, Noah Glass, Biz Stone i Evan Williams i pokrenuta u srpnju te godine. Usluga je brzo stekla popularnost širom svijeta. Tijekom 2012. više od 100 milijuna korisnika zabilježilo je 340 milijuna tweetova dnevno, a usluga je obrađivala prosječno 1,6 milijardi upita za pretraživanje dnevno.[nedostaje izvor] U 2013. godini bila je jedna od deset najposjećenijih mrežnih stranica i opisana je kao „SMS interneta”.[nedostaje izvor] Od 2016. godine Twitter je imao više od 319 milijuna aktivnih korisnika mjesečno.[nedostaje izvor] Na dan [predsjedničkih izbora u SAD-u 2016. godine, Twitter se pokazao kao najveći izvor vijesti, s 40 milijuna tweetova vezanih za izbore poslane do 10:00 sati (Istočno vrijeme) tog dana.[nedostaje izvor]

## Mogućnosti mreže
Pošiljatelj može ograničiti isporuku poruka do onih u njegovu krugu prijatelja ili može ostaviti otvoreni pristup svima (što je pretpostavljeni odabir).

## Vanjske poveznice
- Službena stranica
- Priručnik za korištenje Twittera na Hrvatskom jeziku